# Le Tréport
Le Tréport er en kommune i Seine-Maritime départementet i Normandie regionen i det nordvestlige Frankrig.

## Geografi
En lille fiskerby med let industri, som ligger i Pays de Caux, 33 km nordøst for Dieppe hvor vejene D940, D78 og D1015 mødes. Bresle-floden munder her ud i Den engelske kanal mellem 110 meter høje kalkklipper og en gruset strand. Le Tréport er også en ferieby og rummer et kasino.

## Seværdigheder
- Resterne af et kloster fra det 11. århundrede
- Kapel for Saint-Julien.
- Fyrtårnet
- Den nye tovbane fra 2006, som forbinder byen med toppen af klipperne.
- St.Jacques kirken fra det 14. århundrede.
- To museer.

## Personer knyttet til byen
Dirigenten Paul Paray blev født her i 1886.

## Forskelligt
De tre byer Le Tréport, Eu og Mers-les-Bains kaldes lokalt for de Tre søstre.

## Eksterne kilder
- Website of Le Tréport – Eu – Mers (fransk)
- Le Tréport på Quid hjemmesiden Arkiveret 20. september 2009 hos  Wayback Machine (fransk)
- Ville du Tréport en photo, musée du Tréport, musée de la poupée contemporaine (fransk)